# Lijst van Tweede Kamerleden voor 50PLUS
Deze lijst is een overzicht van alle (voormalige) Tweede Kamerleden voor 50PLUS. Tien politici hebben deze partij vertegenwoordigd in de Tweede Kamer der Staten-Generaal.
Op 3 juni 2014 splitsten de twee leden van 50PLUS, Martine Baay-Timmerman en Norbert Klein, af van elkaar, waardoor twee fracties ontstonden. Beide eenmansfracties claimden 50PLUS te vertegenwoordigen, waardoor de fractie 50PLUS/Klein en fractie-50PLUS/Baay ontstonden, hoewel de partij 50PLUS de laatste steunde. Deze situatie eindigde toen Klein op 12 november 2014 afstand deed van 50PLUS in de fractienaam.

## Lijst
| Tweede Kamerlid         | Begindatum        | Einddatum        | Refs  |
| ----------------------- | ----------------- | ---------------- | ----- |
| Martine Baay-Timmerman  | 29 oktober 2013   | 9 september 2014 | [ 1 ] |
| Corrie van Brenk        | 23 maart 2017     | 30 maart 2021    | [ 2 ] |
| Simon Geleijnse         | 7 november 2018   | 26 februari 2019 | [ 3 ] |
| Simon Geleijnse         | 12 maart 2019     | 25 juni 2019     | [ 3 ] |
| Liane den Haan          | 31 maart 2021     | 11 mei 2021      | [ 4 ] |
| Norbert Klein           | 20 september 2012 | 13 november 2014 | [ 5 ] |
| Henk Krol               | 20 september 2012 | 4 oktober 2013   | [ 6 ] |
| Henk Krol               | 10 september 2014 | 3 mei 2020       | [ 6 ] |
| Gerrit-Jan van Otterloo | 11 juni 2019      | 30 maart 2021    | [ 7 ] |
| Martin van Rooijen      | 23 maart 2017     | 10 juni 2019     | [ 8 ] |
| Léonie Sazias           | 23 maart 2017     | 6 november 2018  | [ 9 ] |
| Léonie Sazias           | 27 februari 2019  | 6 maart 2019     | [ 9 ] |
| Léonie Sazias           | 27 juni 2019      | 30 maart 2021    | [ 9 ] |